# Shimpan-Daimyō
Als Shimpan-Daimyō (jap. 親藩大名) oder Shimpan (親藩) wurde in der Edo-Zeit in Japan die aus Sicht der Tokugawa zuverlässigste Klasse der Daimyō bezeichnet.
Nach der Schlacht von Sekigahara im Jahre 1600, mit der die Edo-Zeit begann, führte Tokugawa Ieyasu eine grundlegende Reform der Clans und ihrer Territorien durch. 
Ieyasu teilte die Daimyō in drei Klassen ein, je nachdem wie nahe sie der regierenden Tokugawa-Familie standen. Die höchste Einstufung als Shimpan erhielten die 23 Verwandten von Ieyasu (einschließlich von Nebenlinien) unter den Daimyō, den nächsten Rang hatten die 140 Fudai, die sich den Tokugawa bereits vor Sekigahara angeschlossen hatten und als Verbündete galten, als dritte Gruppe folgten die Tozama-Daimyō, die auf der Verliererseite gestanden hatten. 
Die einflussreichen Positionen in der Militärregierung (Bakufu) wurden dabei nur an die Fudai-Daimyō vergeben, deren Lehen (han) hingegen meist verhältnismäßig klein waren und in Zentral-Japan nahe der Hauptstadt lagen und damit auch eine Art Pufferzone zu den als unzuverlässig geltenden  Tozama Daimyō bildeten.
Damit die Erbfolge gesichert war, bestimmte Tokugawa Ieyasu die drei jüngsten seiner Söhne zu Oberhäuptern von drei  Nebenlinien, den Gosanke. Tatsächlich mussten diese Nebenlinien mehrmals einspringen, als die Hauptlinie ausstarb. Das waren:
- Owari (Haus Owari-Tokugawa) mit dem Sitz in Nagoya und einem Einkommen von 620.000 Koku,
- Kii (Haus Kishū-Tokugawa) mit Sitz in Wakayama und einem Einkommen von 555.000 Koku,
- Mito (Haus Mito-Tokugawa) mit Sitz in Mito und einem Jahreseinkommen von 350.000 Koku.

Dazu kamen die Matsudaira in den Lehen Aizu, Fukui und Tsuyama und deren Unterlinien.